# Jacob Weiseborn
Jacob Weiseborn (Francoforte sul Meno, 22 marzo 1892 – campo di concentramento di Flossenbürg, 20 gennaio 1939) è stato un ufficiale tedesco, Obersturmbannführer delle SS, e comandante del campo di concentramento di Flossenbürg.

## Biografia
Jacob Weiseborn iniziò il servizio militare a 18 anni come soldato della Marina. Nel 1932, si è iscritto al NSDAP (tess. 753 119) e successivamente alle SS (tess. 17 063). Dopo la presa al potere da parte dei nazisti nel 1933, Weiseborn è partito nel gennaio 1935, per il campo di concentramento di Dachau e, alla fine del 1935, è stato trasferito ad Esterwegen. Nell'aprile del 1936,  Weiseborn è tornato a Dachau in qualità di vicecomandante. Dalla fine del 1936 fino a luglio 1937, ha ricoperto il ruolo di vicecomandante nel campo di concentramento di Sachsenhausen. Nel 1938, è diventato il vicecomandante del campo di concentramento di Buchenwald. Nel campo di concentramento di Buchenwald è stato ricordato dalle SS di guarnigione con la seguente frase: "Dio ha fatto con rabbia il Weiseborn capitano".

## La morte
Weiseborn, un alcolista cronico, una volta promosso Obersturmbannführer, è stato nominato all'inizio di maggio 1938 comandante del campo di concentramento di Flössenburg e tale rimase fino al gennaio 1939. 
Il 20 gennaio 1939, si è suicidato nel campo di concentramento da lui diretto, in quanto indagato per corruzione e furto effettuati durante la sua permanenza a Buchenwald.